# Angel Has Fallen
Angel Has Fallen (bra: Invasão ao Serviço Secreto; prt: Assalto ao Poder) é um filme estadunidense de ação e suspense dirigido por Ric Roman Waugh e estrelado por Gerard Butler e Morgan Freeman nos papéis principais, com Jada Pinkett Smith, Lance Reddick, Tim Blake Nelson, Piper Perabo, Nick Nolte e Danny Huston em papéis coadjuvantes. É a terceira parte da série de filmes Fallen, seguindo Olympus Has Fallen (2013) e London Has Fallen (2016). O filme segue o agente do Serviço Secreto dos Estados Unidos, Mike Banning, que deve correr contra o tempo para limpar seu nome depois de ser acusado de um ataque ao presidente dos Estados Unidos, Allan Trumbull.
O filme foi lançado em Portugal em 22 de agosto de 2019 e no Brasil em 14 de novembro de 2019. Nos Estados Unidos, o filme foi lançado em 23 de agosto de 2019, sendo distribuído pela Lionsgate, tendo arrecadado mais de 147 milhões de dólares mundialmente.

## Enredo
Após os acontecimentos do filme anterior, o agente do Serviço Secreto dos Estados Unidos, Mike Banning, é enquadrado por uma tentativa de assassinato do presidente dos Estados Unidos, Allan Trumbull. Perseguido por sua própria agência e pelo FBI, Banning se volta para improváveis aliados em uma corrida contra o tempo para limpar seu nome e descobrir a verdadeira ameaça terrorista.

## Elenco
- Gerard Butler como Mike Banning, agente do Serviço Secreto dos Estados Unidos, filho de Clay e marido de Leah.
- Morgan Freeman como Allan Trumbull, presidente dos Estados Unidos.
- Danny Huston como Wade Jennings.
- Michael Landes como Sam Wilcox, Chefe de Gabinete da Casa Branca.
- Tim Blake Nelson como Kirby, vice-presidente dos Estados Unidos.
- Nick Nolte como Clay Banning, pai de Mike.
- Piper Perabo como Leah Banning, esposa de Mike. Perabo substituiu Radha Mitchell, que desempenhou o papel nos filmes anteriores.
- Jada Pinkett Smith como Helen Thompson, agente do FBI.
- Lance Reddick como David Gentry, Diretor do Serviço Secreto dos Estados Unidos.
- Mark Arnold como James Haskell, diretor da CIA.
- Chris Browning como Antonio Bustorff, homem da milícia.
- Frederick Schmidt como Travis Cole.
- Joseph Millson como Ramirez, agente do FBI.

## Produção
Em 28 de outubro de 2016, foi anunciado que uma sequência intitulada Angel Has Fallen estava em desenvolvimento, com Gerard Butler reprisando seu papel, além de mais uma vez atuar como produtor no filme.
Em 25 de julho de 2017, Ric Roman Waugh foi anunciado como diretor do filme. Em 10 de janeiro de 2018, Holt McCallany se juntou ao elenco como Wade Jennings, um ex-militar que virou chefe de uma empresa de tecnologia. Em 18 de janeiro de 2018, Jada Pinkett Smith e Tim Blake Nelson foram confirmados no elenco do filme e também as filmagens foram programadas para começar em 7 de fevereiro de 2018. Em 13 de fevereiro de 2018, Piper Perabo se juntou ao elenco. Em 12 de março de 2018, Lance Reddick se juntou ao elenco como Diretor do Serviço Secreto Gentry. Aaron Eckhart, que representou o presidente Benjamin Asher nos dois primeiros filmes, não voltará a este filme como o presidente dos Estados Unidos. Em 21 de março de 2018, Michael Landes juntou-se ao elenco para retratar o chefe de equipe da Casa Branca, Sam Wilcox. Em 22 de janeiro de 2019, David Buckley foi anunciado como compositor do filme, substituindo Trevor Morris, que realizou a trilha sonora dos dois filmes anteriores.
As filmagens do filme começaram no rio Virginia Water. Holt McCallany teve que desistir de seu papel em Angel Has Fallen devido a conflitos de agendamento com o show Mindhunter.

## Lançamento e bilheteria
O filme foi lançado em Portugal em 22 de agosto de 2019 e no Brasil em 14 de novembro de 2019. Nos Estados Unidos, o filme foi lançado em 23 de agosto de 2019, sendo distribuído pela Lionsgate.
Domesticamente (América do Norte), o filme arrecadou em seu fim de semana de estreia US$ 21,4 milhões, totalizando mais de US$ 69 milhões. Mundialmente, o filme arrecadou mais de US$ 146,7 milhões de dólares.

## Futuro
Em novembro de 2019, o produtor da série Alan Siegel anunciou planos para um quarto, quinto e sexto filme, bem como spin-offs de TV no idioma local que se vinculariam aos recursos teatrais.